# Albin Egger-Lienz

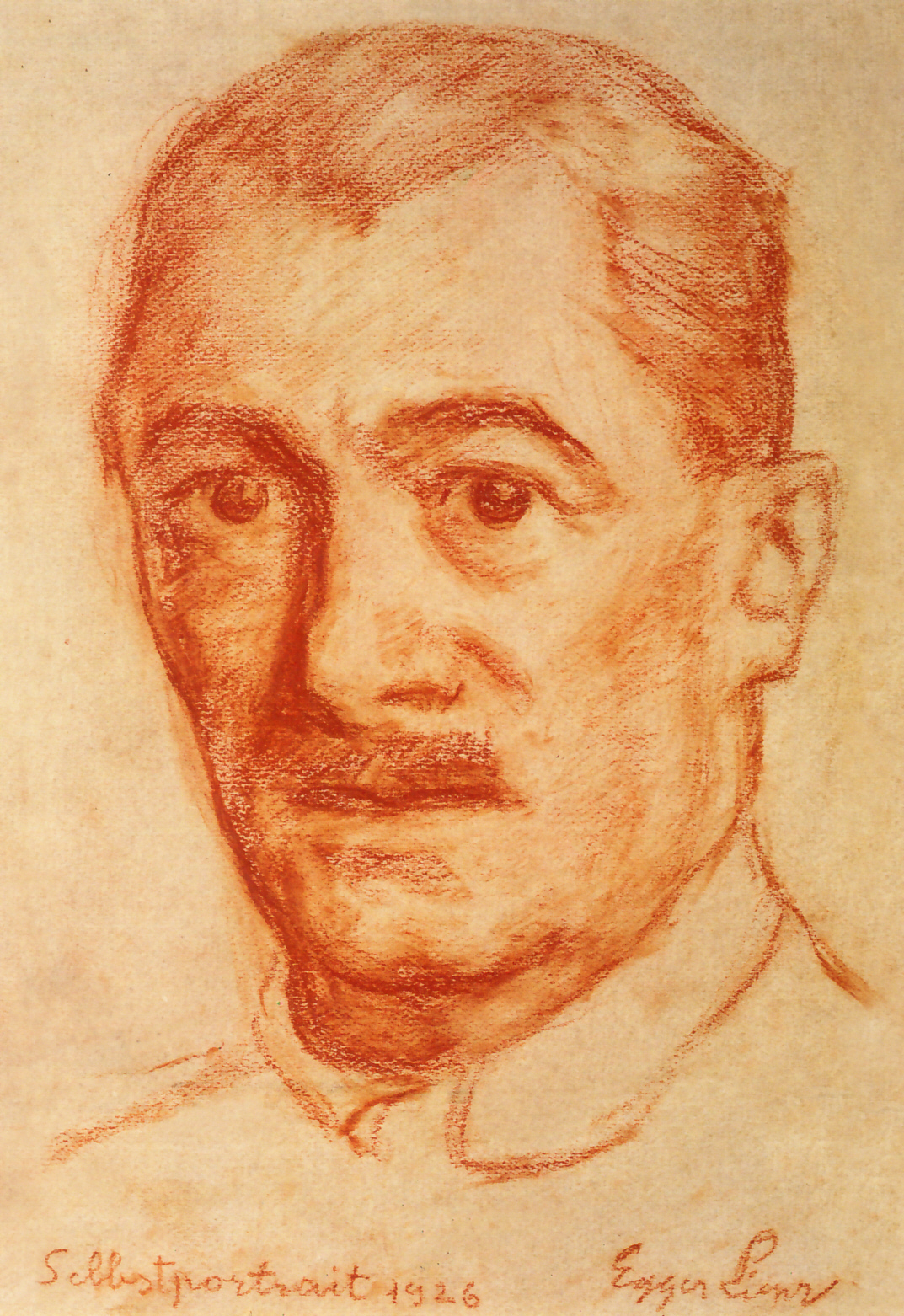
Önarckép (1926)

Albin Egger-Lienz (Stribach, 1868. január 29. – Bolzano, 1926. november 4.) osztrák festő, aki történelmi és vallásos témájú festményeiről ismert.

## Élete
Kelet-Tirolban, Lienz melletti Dölsachban született Maria Trojer parasztlány és Georg Egger templomfestő fiaként. Felnőttként apja vezetéknevét használta szülőhelye nevével kombinálva. A festészet alapjait édesapjától sajátította el, majd a Müncheni Képzőművészeti Akadémián tanult, ahol Franz Defregger és Jean-François Millet francia festő volt rá nagy hatással.
1893 és 1899 között Münchenben dolgozott, ahol csatlakozott a helyi művészeti egyesülethez. Az 1890-es évek közepétől állított ki. Korai művei a paraszti élet jeleneteit és az 1809-es tiroli lázadás történelmi jeleneteit ábrázolták, mint például az Ave Maria a bergiseli csata után (1893–1896; Tiroli Állami Múzeum, Innsbruck).
1899-ben feleségül vette Laura Möllwaldot (akitől gyermekei voltak: Lörli, Fred és Ila), és Bécsbe költözött, ahol a helyi művészeti környezettől elkülönülten dolgozott. Hiába próbált tanárként elhelyezkedni a Bécsi Képzőművészeti Akadémián. 1900-ban részt vett a párizsi kiállításon, ahol bronzérmet kapott a Feldsegen című festményért.
A 20. század első évtizedében gyakran járt és dolgozott Tirolban, különösen az Ötz-völgyben. 1909-ben csatlakozott a bécsi szecesszióhoz. Ferdinand Hodler hatására Egger-Lienz kifejlesztette azt a  monumentális kifejezőképességű formanyelvet, amely a színpadszerű terekbe zárt hősfigurákat preferálta.
1910-ben Ferenc Ferdinánd főherceg trónörökös ellenkezése miatt ismét elutasították a Bécsi Akadémia professzori posztjára vonatkozó kérelmét.
1911-ben Bécsből az Innsbruck melletti Hallba költözött. 1911-ben és 1912-ben a weimari szász-nagyhercegi művészeti iskola professzora volt. Hollandiába látogatott, ahol a régi mestereket tanulmányozta. Nyilvánosan elhatárolódott Hodler munkásságától a „Monumentale Kunst” című cikkével, amelyet Otto Kunz művészeti kritikus írt, és 1912-ben Egger-Lienz nevén jelent meg.
1913 szeptemberében családjával a Bolzano melletti Santa Giustinába költözött.
1915-ben behívták katonai szolgálatra, de hamarosan felmentették a frontszolgálat alól. 1916-ban a dél-ausztriai fronton civil ruhás háborús festő volt. A háború befejezése után Dél-Tirolban maradt. 1919-ben nem fogadta el a felkínált bécsi professzori állást.
Újra parasztjeleneteket kezdett festeni, de vallásos tartalommal, mint a Krisztus feltámadásában (1924; Tiroli Állami Múzeum, Innsbruck). Kritikai sikert aratott az Olaszországban festett, Rómában és Velencében, valamint 1925-ben Bécsben, a Wiener Künstlerhausban kiállított munkáival. Újra ajánlatot kapott, hogy a Bécsi Iparművészeti Akadémián tanítson, de ismét visszautasította.
Utolsó éveiben egy sor festményt és freskót készített a háborúban elesettek lienzi emlékkápolnájához.
Tüdőgyulladásban halt meg 1926. november 4-én Olaszországban.

## Képgaléria

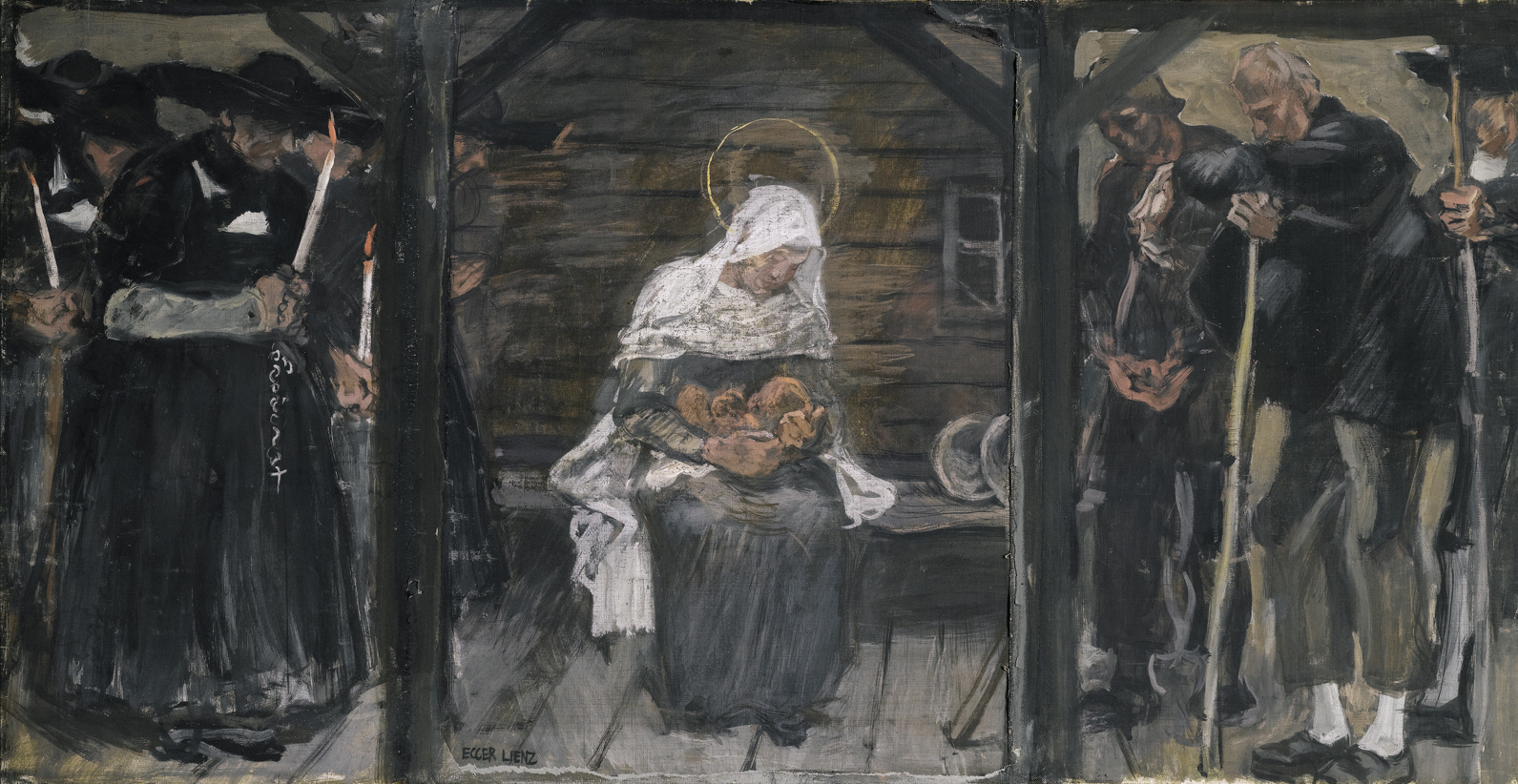
Az imádat (1904)
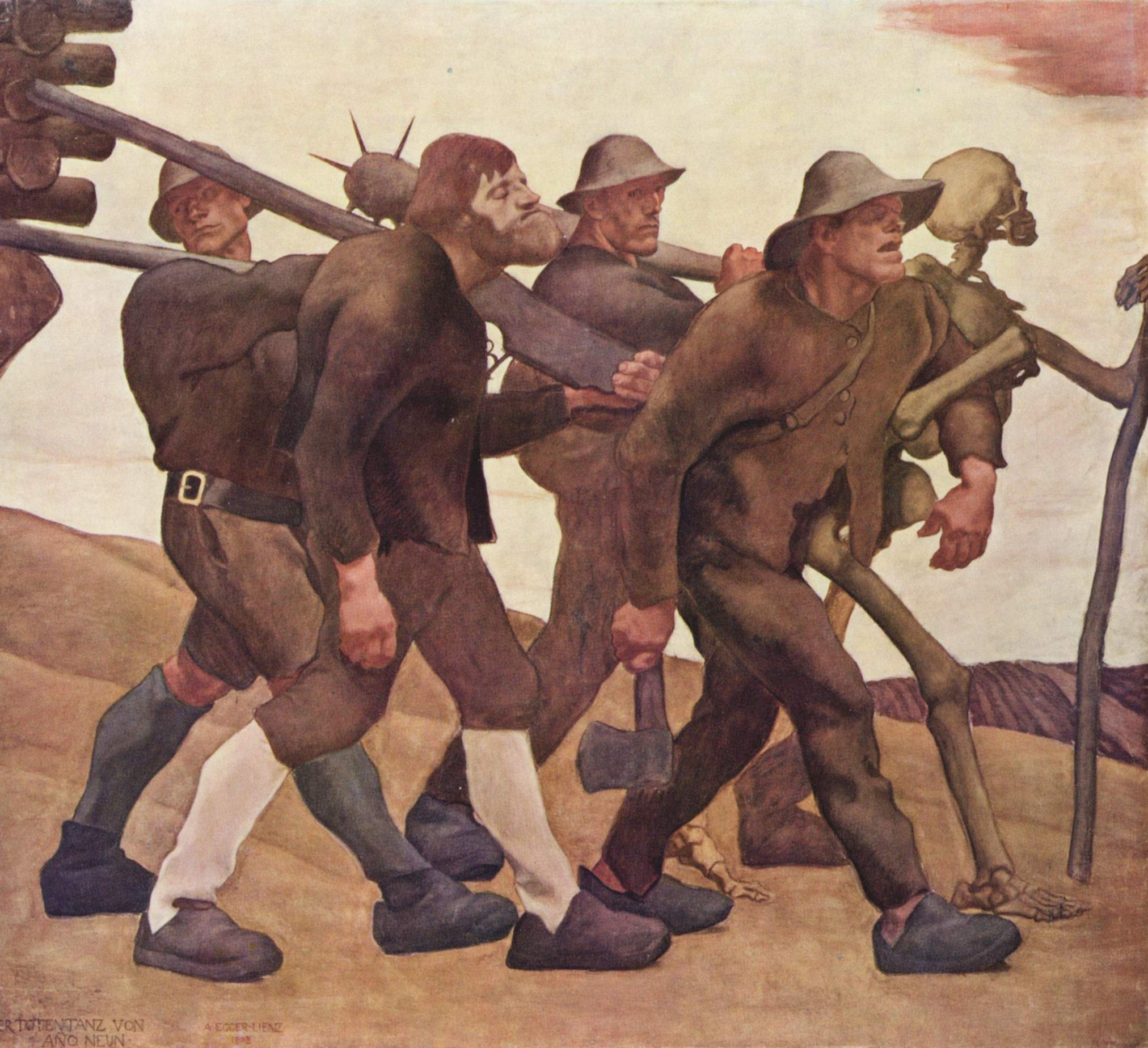
Anno Nine haláltánca (1906–1908)
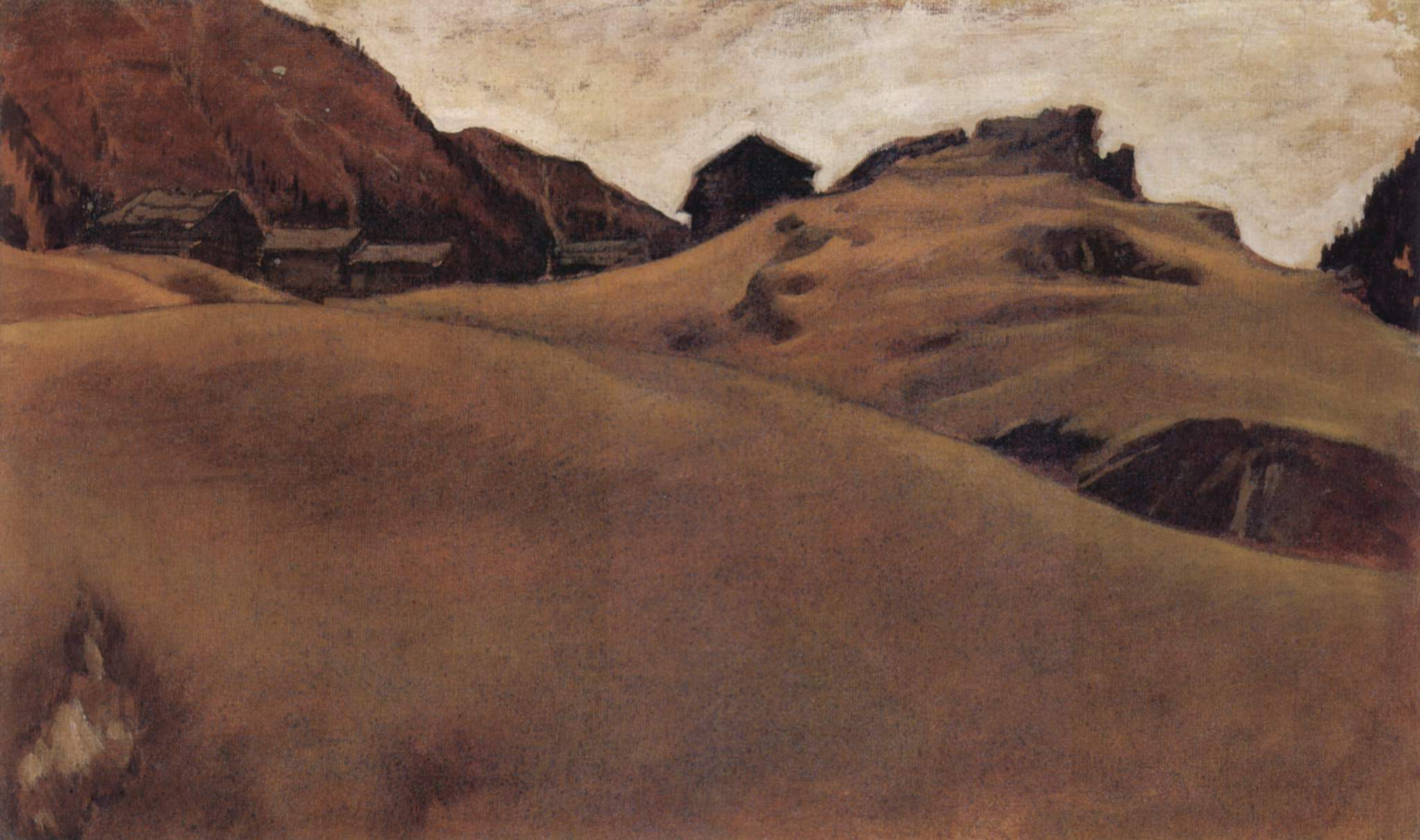
Alpesi táj Ötztalban (1911)
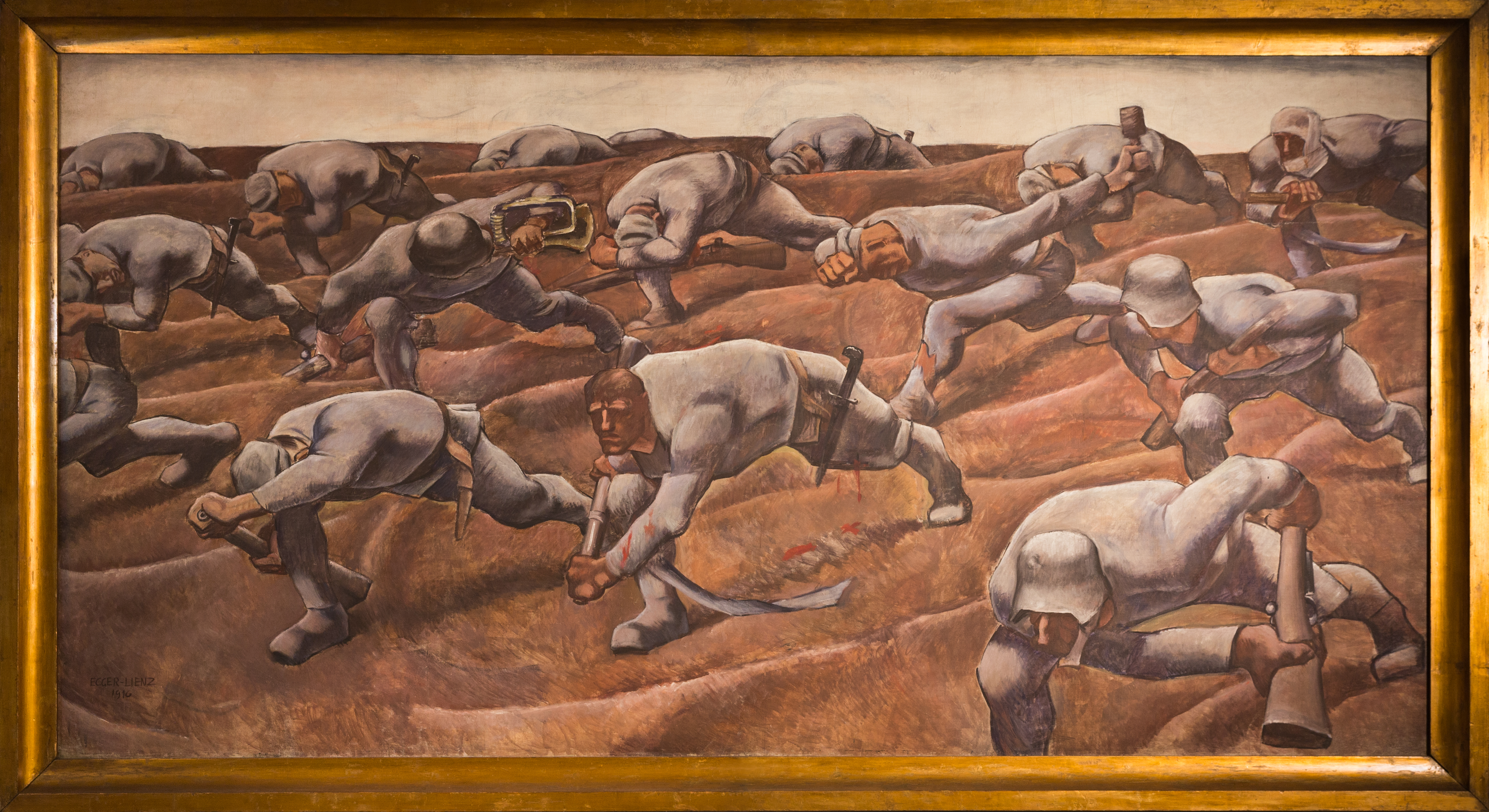
Névtelen (1916) Hadtörténeti Múzeum, Bécs
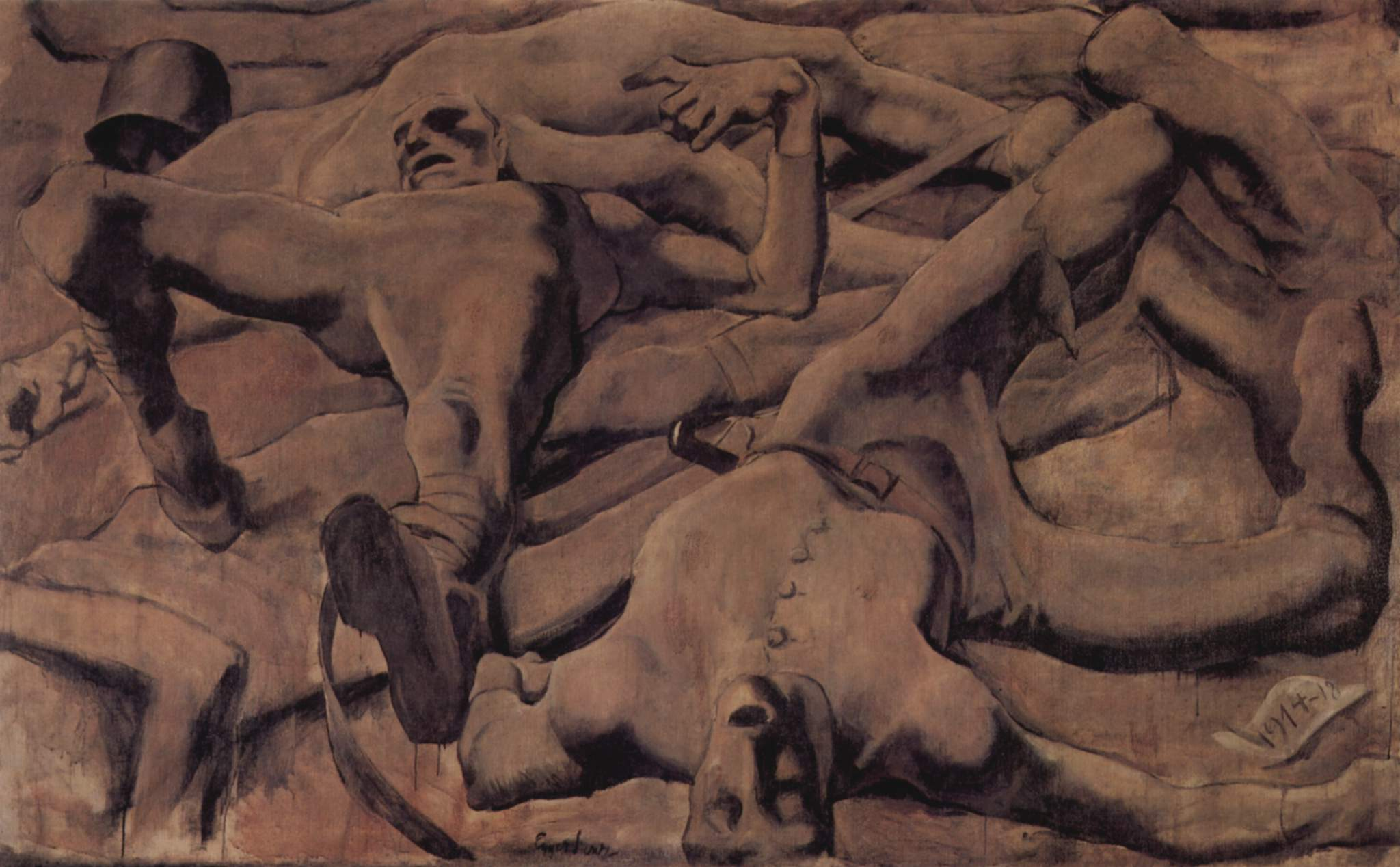
Döntő (1918)
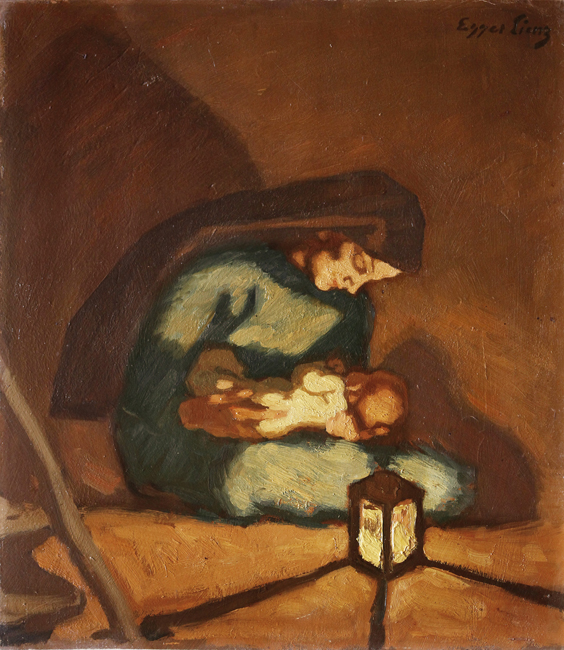
Madonna (1920–1922)
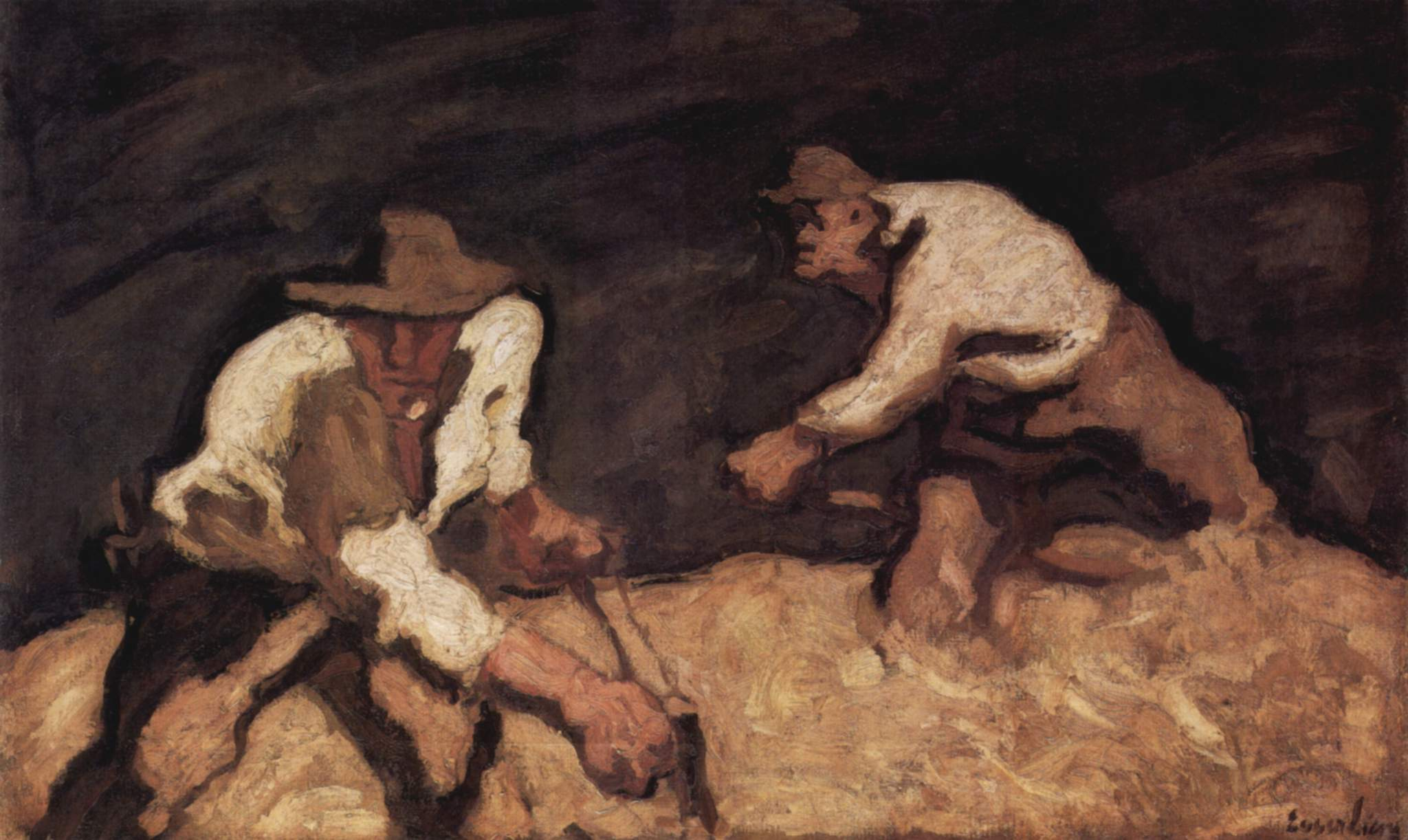
Kaszások (Kaszások vihar közeledtével) (1922)
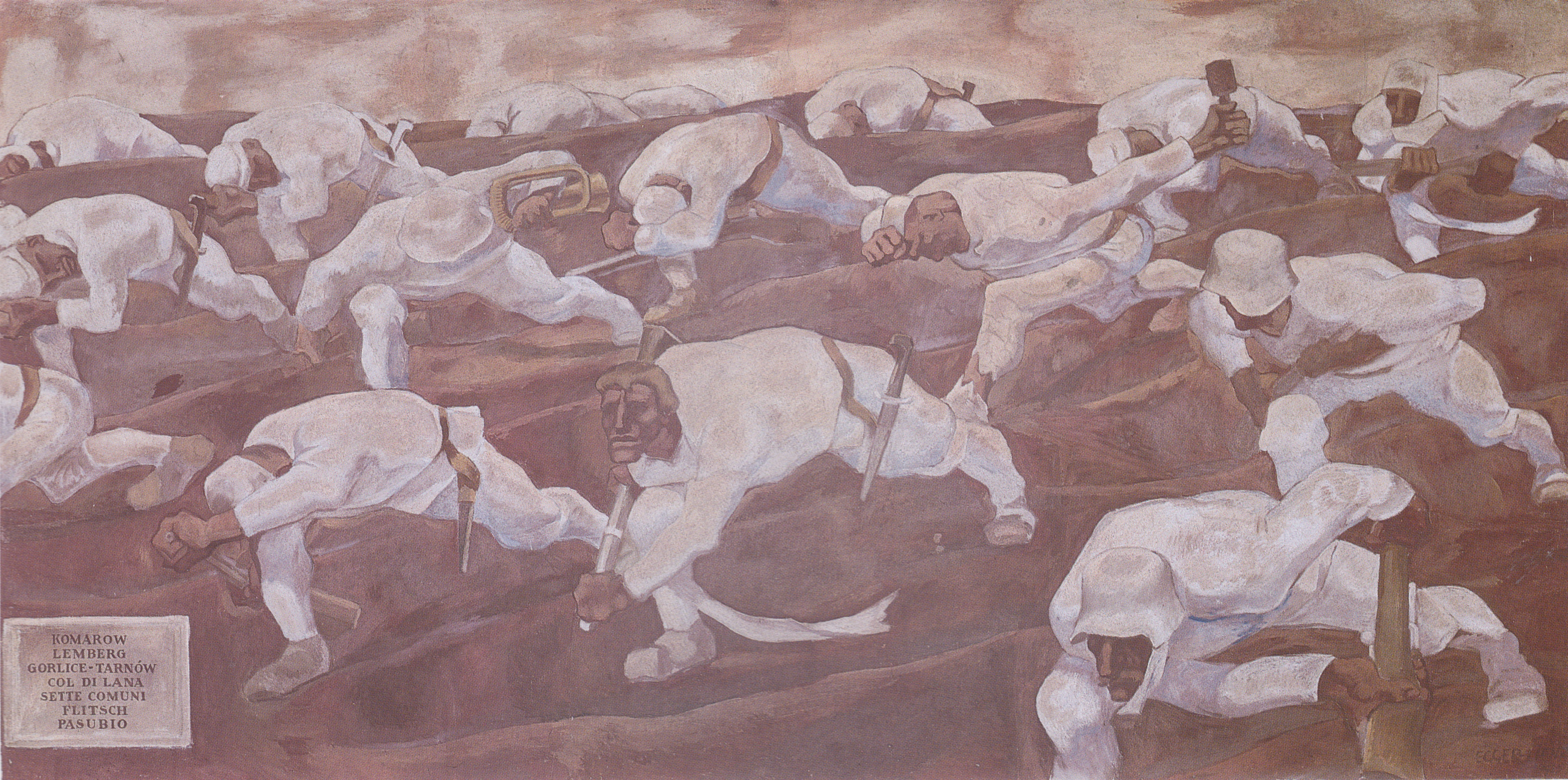
Vihar. Névtelen (1925)

## Fordítás
- Ez a szócikk részben vagy egészben  az   Egger-Lienz Albin című angol Wikipédia-szócikk ezen változatának fordításán alapul.  Az eredeti cikk szerkesztőit annak laptörténete sorolja fel. Ez a jelzés csupán a megfogalmazás eredetét és a szerzői jogokat jelzi, nem szolgál a cikkben szereplő információk forrásmegjelöléseként.